# 波佩什蒂鄉 (比霍爾縣)
47°14′N 22°25′E / 47.233°N 22.417°E
波佩什蒂鄉（羅馬尼亞語：Comuna Popești, Bihor），是羅馬尼亞的鄉份，位於該國西北部，由比霍爾縣負責管轄，面積109平方公里，海拔高度227米，2007年人口8,224，人口密度每平方公里76人。